# Principado de Abjasia

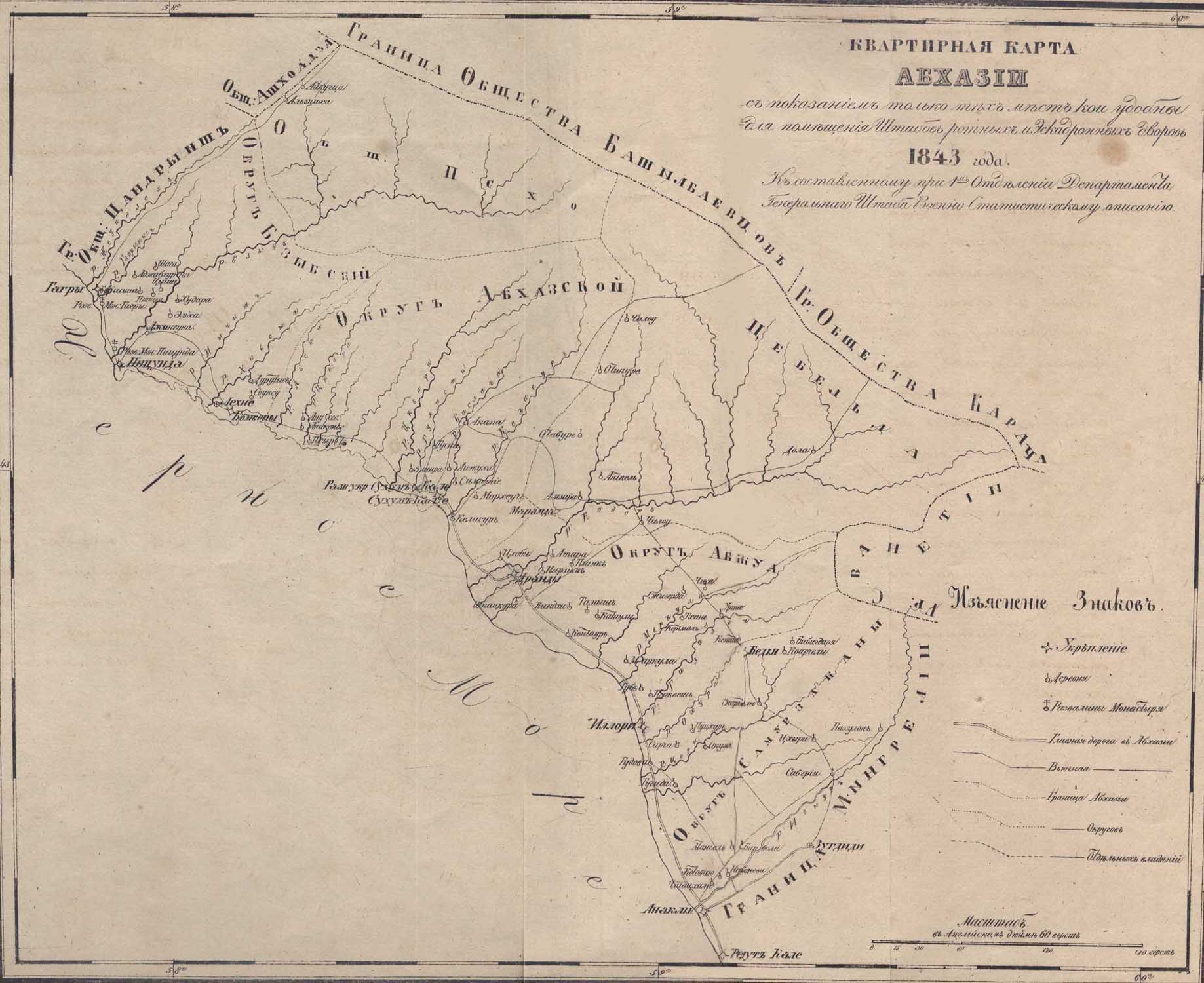
Mapa de Abjasia en 1843.

El principado de Abjasia (en abjasio: Apsua Ahra; en ruso: Абхазское княжество) se formó como una entidad feudal separada en los siglos XV y XVI, como consecuencia de las guerras en el Reino de Georgia que finalizó con la disolución de la monarquía georgiana unificada. El principado retuvo cierto grado de autonomía bajo el Imperio otomano, y después en el ruso, pero finalmente fue absorbido por el Imperio ruso en 1864.

## Antecedentes
Abjasia, como ducado (saeristavo) dentro de Georgia, fue gobernado por el clan Chachba (también conocido como Shervashidze, Sharvashidze o Sharashia) desde el siglo XII. Las fuentes históricas de Abjasia sobre esa época son muy escasas. Los genoveses establecieron factorías comerciales a lo largo de la costa abjasa en el siglo XIV, pero tuvieron una breve existencia. Cuando el reino georgiano se enzarzó en una cruel guerra civil en la década de 1450, los Chachba-Shervashidzes se unieron a la gran rebelión contra el rey Jorge VIII de Georgia, que fue derrotado por los rebeldes en la batalla de Chijori en 1463. Como resultado, el reino georgiano se dividió en tres reinos rivales con cinco principados. Los príncipes abjasos fueron vasallos de Mingrelia, que a su vez, estaban subordinados al reino de Imereti. El vasallaje, sin embargo, era en gran parte nominal, y tanto los gobernantes mingrelianos como los abjasos no solo lucharon con éxito por su independencia, sino que lucharon en sus fronteras entre ellos y con Imereti.

## SiglosXVIaXVIII
En la década de 1570, la marina otomana ocupó el fuerte de Tsujumi, convirtiéndola en la fortaleza turca de Sujum-Kale. Abjasia cayó bajo la influencia turca e islámica, y aunque el cristianismo fue poco a poco reemplazando, no fue hasta finales de la segunda mitad del siglo XVIII cuando la familia gobernante Shevarshidze no abrazó el islám. Hasta entonces, Abjasia estuvo segura de invasiones en gran escala por su situación montañosa y sus infranqueables bosques, que retuvieron su independencia y desarrollaron una tradición de instalaciones comerciales en el Cáucaso, en los que el comercio de esclavos no estaba excluido.
A lo largo de los siglos XVI a XVIII, los señores abjasos se vieron envueltos en incesantes conflictos fronterizos con los príncipes mingrelianos. Como resultado, los pontentados Shervashidze extendieron sus dominios hacia el este, primero hasta el río Ghalidzga, y luego hasta el río Inguri, en lo que es hoy la frontera entre Abjasia y Georgia. Después de la muerte del príncipe abjaso Zegnak sobre el 1700, el principado se dividió entre sus hijos. El hijo mayor Rostom se proclamó a sí mismo como príncipe de Abjasia, también conocida como la Abjasia Bzib, en la costa desde la actual Gagra en el río Bzib hasta el Ghalidzga, con la capital en el pueblo de Lijni. Jikeshia recibió Abjua, entre el Ghalidza y el valle Kodori, y Kvapu se convirtió en señor de la zona costera entre el Ghalidzga y el río Inguri, también conocido como Samurzakan después del hijo de Kvapu, Murzakan. Las tierras altas de Tzabaldal (Tzebelda, Tsabal) permanecieron sin un gobierno centralizado, pero dominados por el clan de los Marshania. La región Sadz, conocida anteriormente como Zygia (Yiketi en fuentes georgianas) se extendía al norte de la propia Abjasia, entre las actuales ciudades de Gagra y Sochi, y estuvo gobernada por el clan Gechba. Estas divisiones incluían numerosos señoríos menores gobernados por representantes de la casa Shervashidze-Chachba u otras familias nobles como los Achba (Anchabadze), Emhaa (Emujvari), Ziapsh-Ipa, Inal-Ipa chabalurjuna y Chjotua. Todos estos principados fueron en mayor o menor medida independientes de los príncipes de Abjasia.

## Entre los imperios otomano y ruso
Kelesh Bey parece que fue el primer príncipe de Abjasia que abrazó el islam entre 1780 y 1808, y tuvo en su poder el fuerte de Suhum-Kale. Esta conversión de los príncipes de Abjasia fue, sin embargo, reversible. A lo largo del siglo XIX, varios Shervashidzes-Chachba cambiaron de convicción religiosa dependiendo de la lucha por el control de la región entre otomanos y rusos. El primer intento de entablar relación con Rusia la hizo aparentemente Keilash Bey en 1803, poco después de la incorporación del oeste de Georgia a la expansión zarista del imperio en 1801. Después del asesinato del príncipe por parte de su hijo Aslan-Bey el 2 de mayo de 1808, la orientación prootomana prevaleció, aunque por poco tiempo. El 2 de julio de 1810, la infantería naval rusa arrasó Suhum-Kale y Aslan-Bey fue reemplazado por su hermani rival, Sefer-Bey (1810-1821), que se convirtió al cristianismo y tomó el nombre de George. Abjasia se unió al Imperio ruso como un principado autónomo.
Sin embargo, el gobierno de George, así como el de sus sucesores, estaba limitado a los alrededores de Suhum-Kale y la zona del Bzib, donde estaban acantonados los rusos, mientras que el resto del territorio estaba regido por nobles musulmanes. La siguiente guerra ruso-turca reforzó en gran medida la posición rusa, conduciendo a una división en la élite abjasa, principalmente en una base religiosa. Durante la guerra de Crimea entre 1853 y 1856, las fuerzas rusas tuvieron que evacuar Abjasia y el príncipe Mijail (1822-1864) aparentemente se pasó a los otomanos. Después, la presencia rusa se incrementó, y los montañeses del oeste del Cáucaso finalmente fueron sometidos por Rusia en 1864 después de la Guerra Ruso-Circasiana. La autonomía abjasa, que había funcionado como una "zona tampón" prorrusa en esta problemática región, perdió su importancia para el gobierno zarista, y el gobierno de la familia Shervashidze llegó a su fin. En noviembre de 1864, el príncipe Mijail fue forzado a renunciar a sus derechos y a establecerse en Vorónezh. Abjasia se incorporó al Imperio ruso como la provincia militar especial de Suhum-Kale, que fue transformada en ókrug en 1883 como parte de la Gobernación de Kutaisi.

## Consecuencias
En julio de 1866 las autoridades rusas hicieron un intento de recabar información relativa a las condiciones económicas en Abjasia, con el propósito de determinar los impuestos, lo que llevó a una revuelta. Los rebeldes proclamaron al último hijo de Mijail Shervashidze, Georgi, como príncipe y marcharon hacia Suhum-Kale. Solo con los refuerzos rusos dirigidos por el general Dmitry Ivanovitch Sviatopolk-Mirskii pudieron suprimir la revuelta en agosto. La dura reacción rusa continuó, y tuvo como consecuencia una considerable emigración de los muhayires abjasos hacia el Imperio otomano, especialmente después que la población local tomase parte en la rebelión iniciada por los montañeses del Cáucaso, instigada por el desembarco de tropas turcas en 1877. El resultado final fue la virtual despoblación total de Abjasia, reducida a un tercio.

## Gobernantes
La lista de los primeros príncipes de Abjasia es confusa debido a las frecuentes rupturas en la sucesión, feudos dinásticos e intervenciones extranjeras, así como la falta de fuentes. La rama principal de los Shervashidze/Chachba gobernó la propia Abjasia/Abjasia-Bzib, aproximadamente es la siguiente:
- Putu (aproximadamente 1580-1620)
- Seteman (aproximadamente 1620-1640)
- Sustar (aproximadamente 1640-1665)
- Zegnak (aproximadamente 1665-1700)
- Rostom (aproximadamente 1700-1730)
- Manuchar (aproximadamente 1730-1750)
- Zurab (aproximadamente 1750-1780)
- Keilash Ahmed-Bey (aproximadamente 1780-1808)
- Aslan-Bey (1808-1810)
- Sefer Ali-Bey (George) (1810-1821)
- Umar-Bey (Dmitri) (1821-1822)
- Mijeil (Hamud-Bey) (1822-1866)